# Nabû-shuma-ishkun
 (septembre 2018).
Si vous disposez d'ouvrages ou d'articles de référence ou si vous connaissez des sites web de qualité traitant du thème abordé ici, merci de compléter l'article en donnant les références utiles à sa vérifiabilité et en les liant à la section « Notes et références ».
Nabu-shuma-ishkun était un roi de Babylone, qui a régné de 760 à 748 av. J.-C. C'est à l'origine un chef chaldéen dirigeant la confédération du Bīt Dakkūri, à proximité de la ville de Borsippa. Il monte sur le trône après le règne d'Eriba-Marduk, chef d'une autre confédération chaldéenne. Son règne, mal connu, est relativement long pour la période troublée dans laquelle il se situe, continuant l'œuvre d'unification de la région esquissée par son prédécesseur. Mais cela ne signifie pas que la situation de la Babylonie se soit calmée. Il apparaît dans les textes de la période que des combats opposent régulièrement différentes factions luttant pour le pouvoir. Son successeur est d'ailleurs un chef babylonien et non plus chaldéen, Nabonassar, qui fait appel au roi assyrien Teglath-Phalasar III pour stabiliser son pouvoir, ce qui entraîne progressivement la Babylonie sous la tutelle assyrienne.